# 696
Năm 696 là một năm trong lịch Julius.